# Mézin

Mézin este o comună în departamentul Lot-et-Garonne din sud-vestul Franței. În 2009 avea o populație de 1.513 de locuitori.

## Evoluția populației
| An        | 1975  | 1982  | 1990  | 1999  | 2006  | 2009  |
| --------- | ----- | ----- | ----- | ----- | ----- | ----- |
| Populație | 1.800 | 1.609 | 1.455 | 1.461 | 1.526 | 1.513 |